# モンドラゴン (タルヌ県)
モンドラゴン （Montdragon）は、フランス、オクシタニー地域圏、タルヌ県のコミューン。

## 地理
コミューンは北のアルビと南のカストルの中間に位置し、ダドゥ川谷の中にあってグロレの東側にあたる。

## 歴史
1831年、モンドラゴンはコミューンのブラックと合併した。

## 人口統計
| 1962年 | 1968年 | 1975年 | 1982年 | 1990年 | 1999年 | 2006年 | 2014年 |
| ------ | ------ | ------ | ------ | ------ | ------ | ------ | ------ |
| 383    | 366    | 371    | 386    | 411    | 419    | 574    | 617    |

参照元:1962年から1999年までは複数コミューンに住所登録をする者の重複分を除いたもの。それ以降は当該コミューンの人口統計によるもの。1999年までEHESS/Cassini、2006年以降INSEE。

## ギャラリー

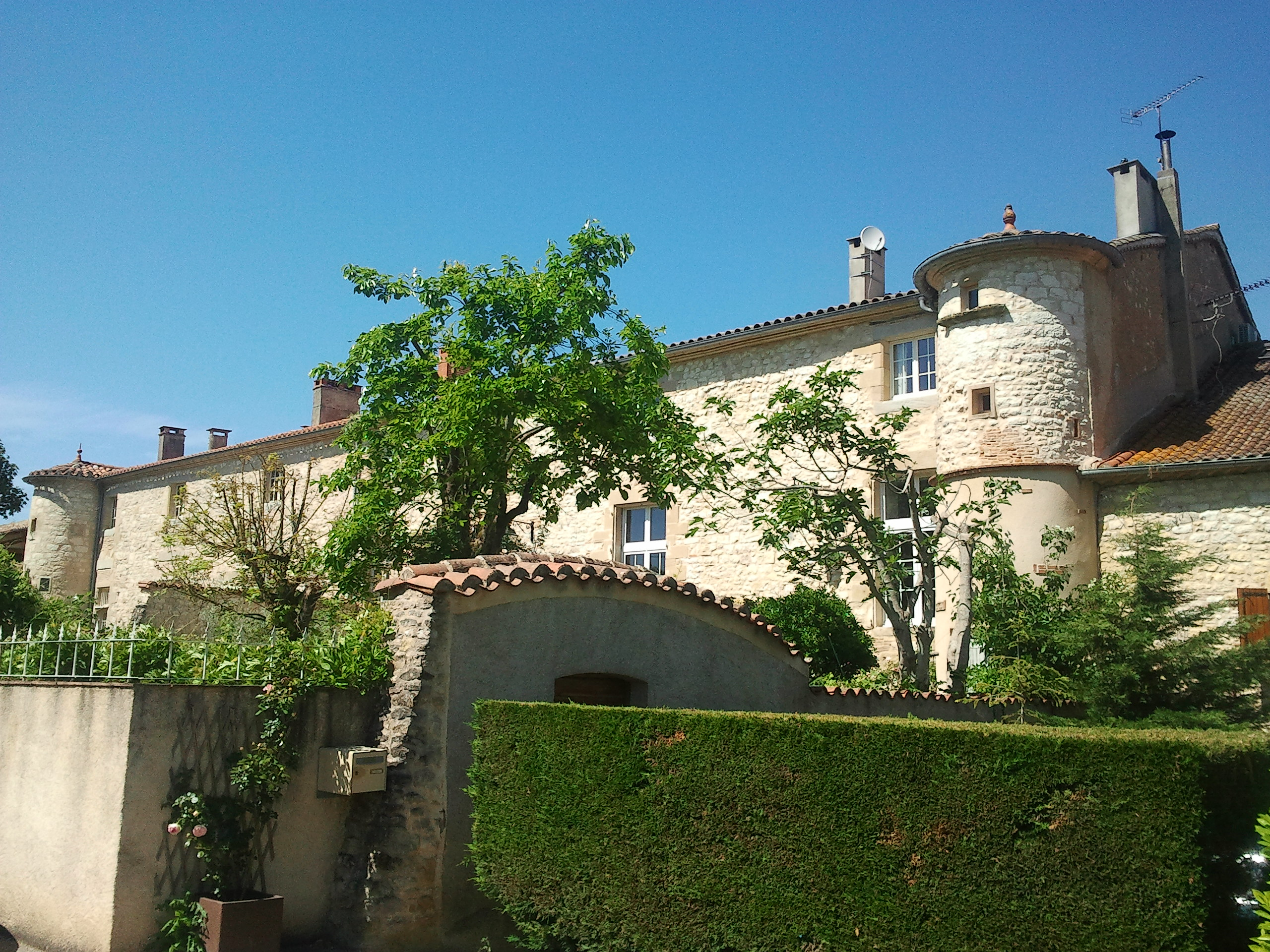
シャトー
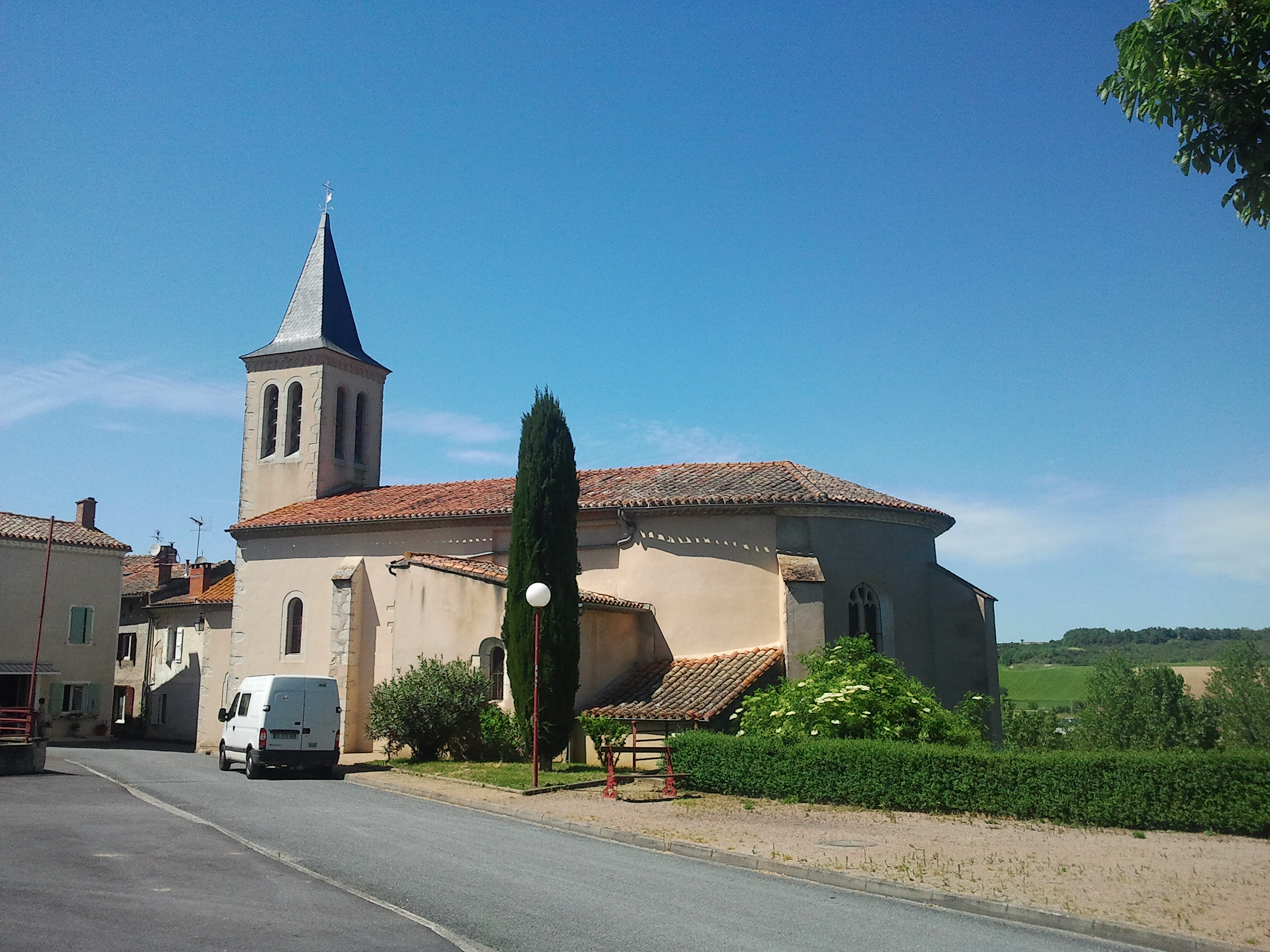
教会
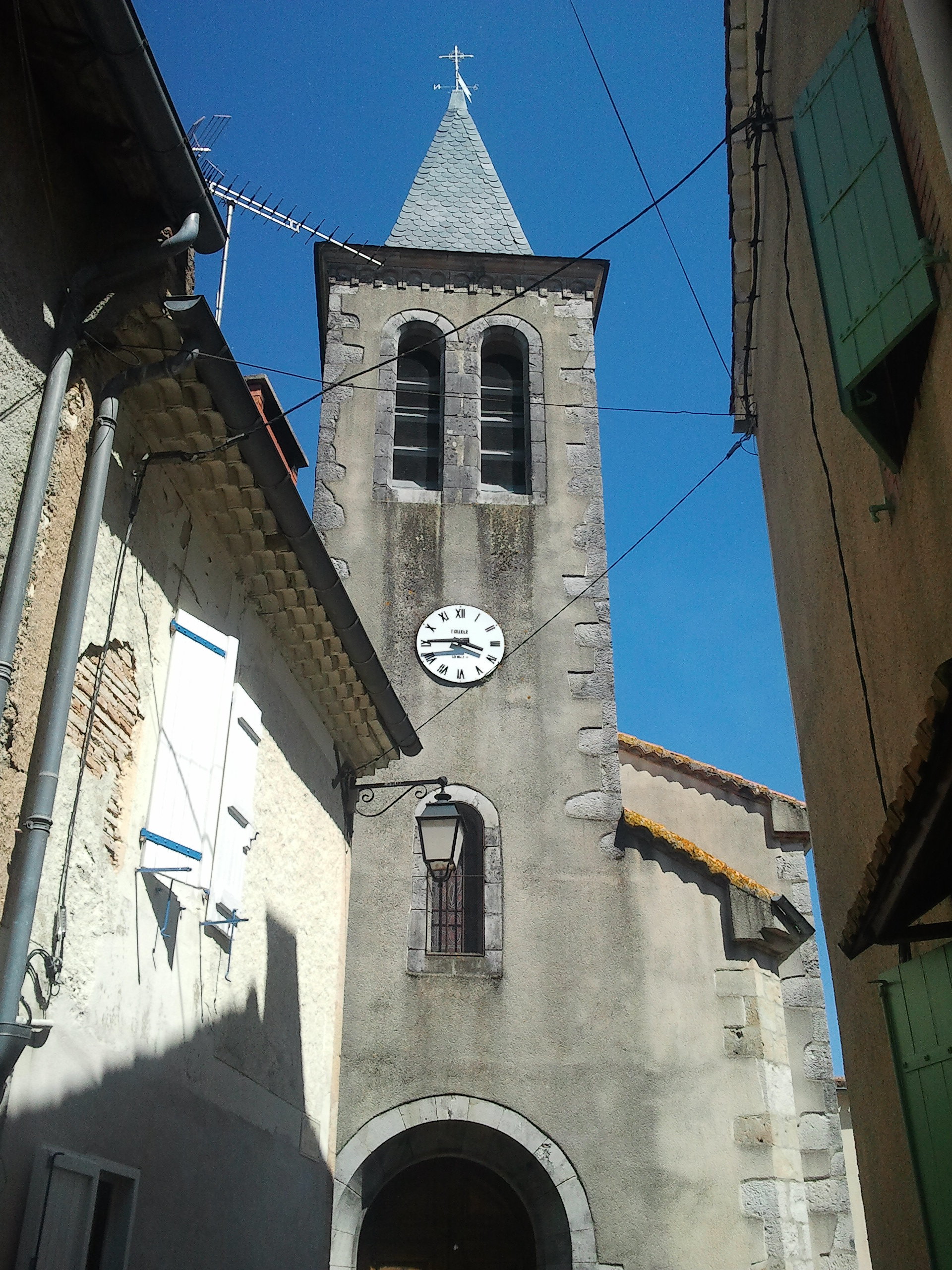
教会の鐘楼
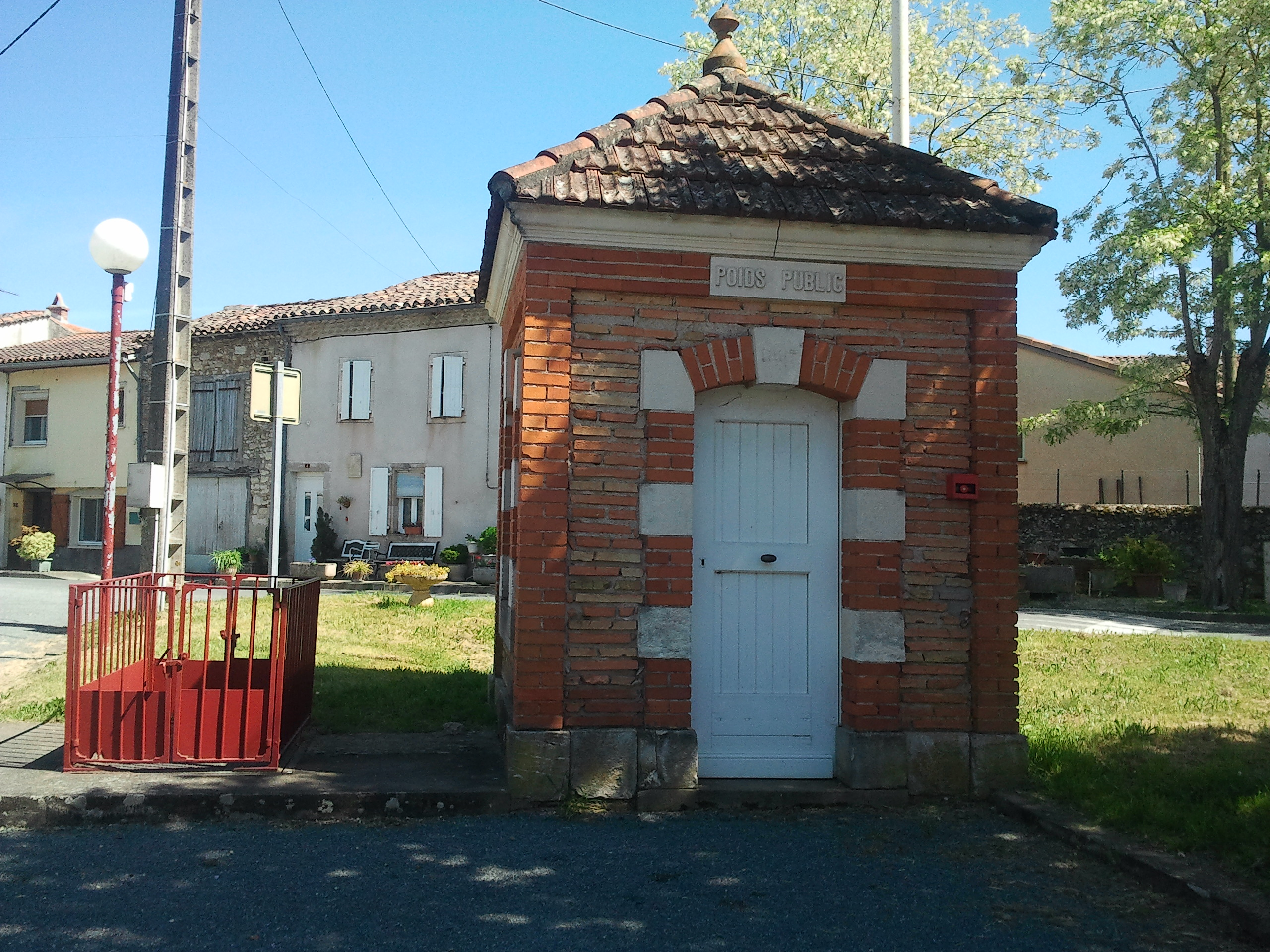
公立計量所
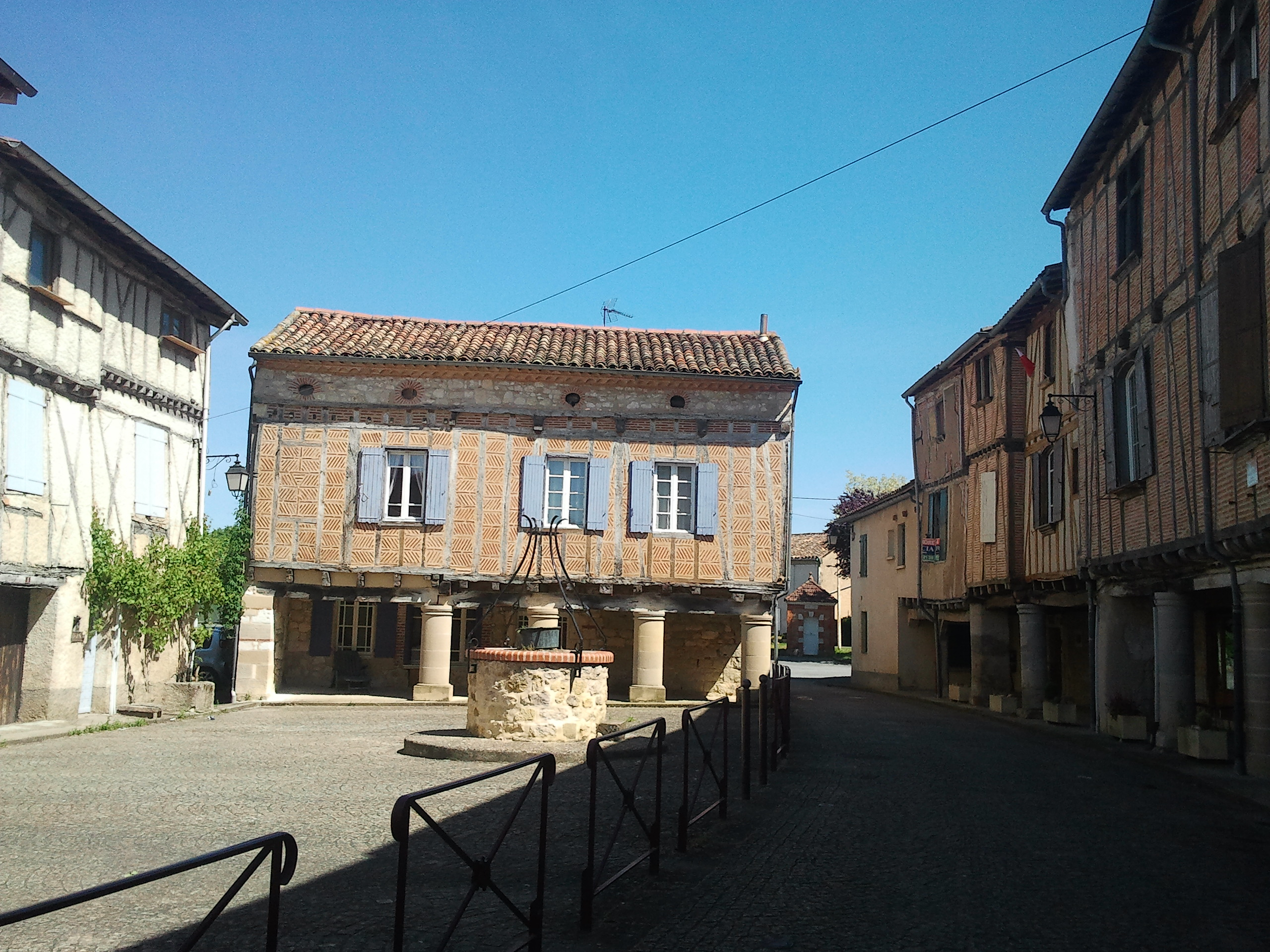
旧村落
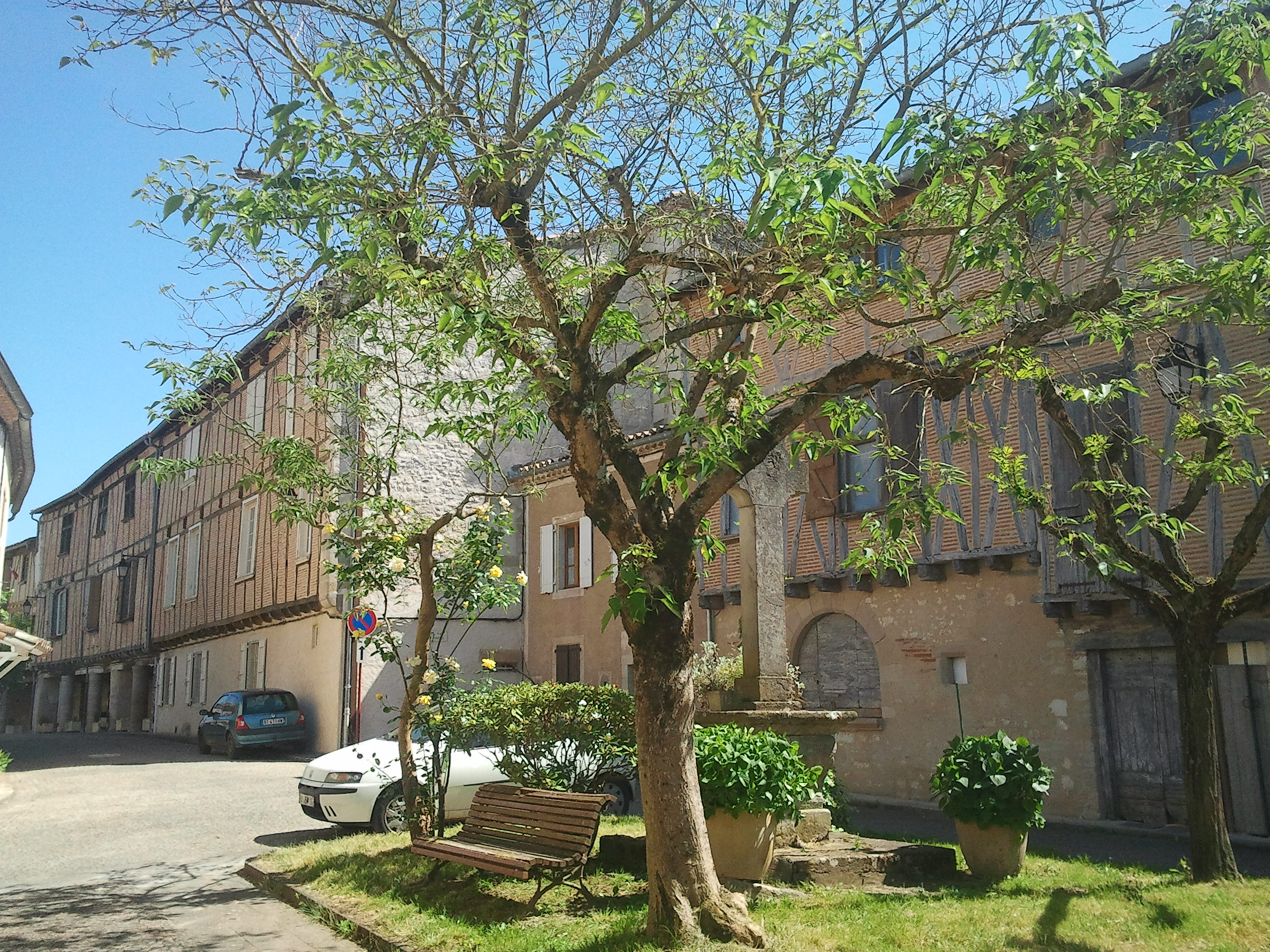
旧村落
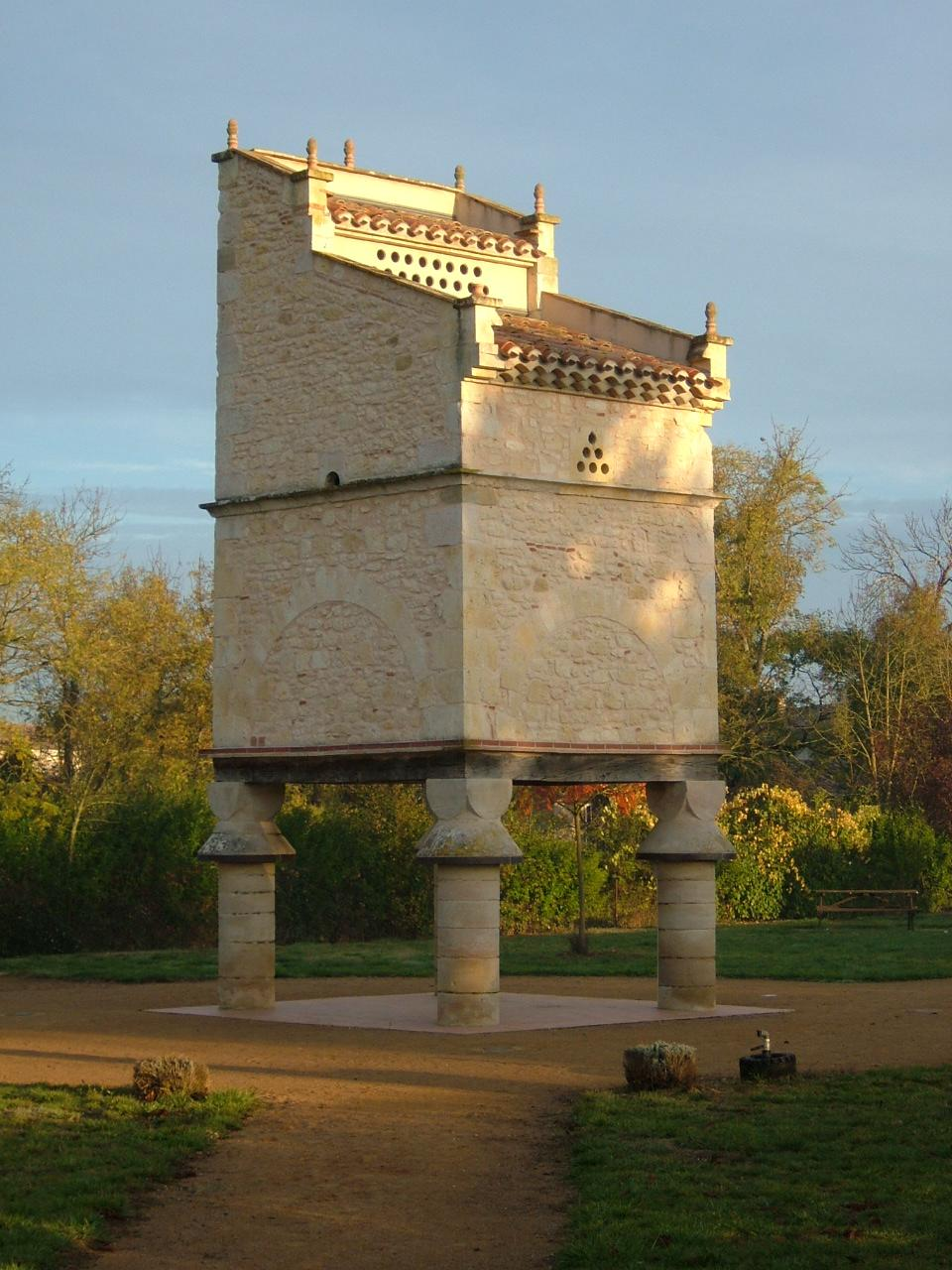
鳩小屋